# Max Modell
Max Modell es un personaje ficticio que aparece en los cómics estadounidenses publicados por Marvel Comics.

## Historial de publicaciones
Max Modell apareció por primera vez en The Amazing Spider-Man # 648 y fue creado por Dan Slott y Humberto Ramos.

## Biografía del personaje ficticio
Max Modell es el CEO de Horizon Labs. La esposa del alcalde J. Jonah Jameson, Marla Madison-Jameson, fue quien enganchó a Peter Parker con Max Modell, quien consiguió un trabajo para Peter Parker en Horizon Labs después de probarse a sí mismo al cerrar la máquina fuera de control de Sanjani Jaffrey. Cuando el último agente de Kingpin, Hobgoblin, ataca a Horizon Labs, Spider-Man le salva a Max Modell. Después de que Hobgoblin fuera repelido, Max Modell entra donde está Peter y lo encuentra en ropa interior escuchando música con sus auriculares. Peter dijo que no escuchó el ataque y Max Modell se alejó. Max Modell más tarde dio órdenes de destruir el reverbium para disgusto de Sanjani Jaffrey.
En la Base de la Fuerza Aérea Andru, Max Modell ha sido confirmado para monitorear el lanzamiento del cohete que John Jameson pilotará. Max y John le dicen a J. Jonah Jameson y Marla que Peter Parker estará presente. En lo que respecta al día del lanzamiento, Max Modell estuvo presente cuando Alistair Smythe desata los Spider-Slayers en el sitio de lanzamiento. Durante la pelea de Spider-Man con Escorpión, Max Modell entra en contacto con John Jameson, quien le dice que el transbordador está fuera de control. Max Modell luego habla con Peter Parker acerca de su conexión con Spider-Man, donde piensa que Peter Parker es quien fabrica la tecnología de Spider-Man. Spider-Man está de acuerdo con esa afirmación. Cuando Peter Parker termina el dispositivo que negaría el sexto sentido de los Spider-Slayers, Max le dice a Peter que Spider-Man perdería sus sentidos mejorados si se encuentra en el radio de explosión del dispositivo cuando explota.
Durante la amenaza de Masacre, Max Modell se reúne con la capitana de la policía, Yuri Watanabe, donde hablan sobre la aplicación de detección criminal SIS que los ayudaría a encontrar a Masacre. También descubren la verdadera identidad de Masacre y descubren que fue una de las patentes de la Dra. Ashley Kafka.
Max Modell más tarde le cuenta a Peter Parker sobre las quejas que Grady Scraps y Sanjani Jaffrey le dieron sobre el proyecto de Peter, que se endeudó fuertemente de sus proyectos. Peter le dice a Max que compartirá el crédito de ese proyecto.
Durante la historia de Spider-Island, Max Modell le habla a Mister Fantástico sobre la transmisión de la frecuencia correcta que podría reparar los sentidos de Spider-Man mientras mantiene al Homo Arachus en Manhattan. Cuando Mary Jane Watson pregunta a Max Modell, Bella Fishbach y Grady Scraps sobre por qué solo está en la etapa dos del virus de la araña, afirman que fue por todos esos años que tuvo con Peter. Tras la muerte de la Reina Araña, Max Modell agradece a su personal por ayudar a combatir la infestación que plagó en Manhattan. Se reveló que Max Modell tenía ayuda secreta para desarrollar la cura para la infestación de arañas de Michael Morbius, quien era un viejo amigo de la universidad de Max. Spider-Man más tarde descubrió a Morbius y luchó contra él con la ayuda de Uatu Jackson hasta que Max rompió la lucha.
Peter y Max más tarde coordinaron la misión de John Jameson en la estación Apogee 1 mientras abría un canal a J. Jonah Jameson. Esto dura hasta que Juergen Muntz les dice que la Estación Apogee 1 está experimentando un error de sistema completo causado por los Octobots que fueron enviados allí por el Doctor Octopus y Mysterio. J. Jonah Jameson responsabilizará a Max si le sucede algo a su hijo. Max Modell y J. Jonah Jameson ven la pelea entre Spider-Man, Antorcha Humana, y John Jameson contra la tripulación controlada por Octobot de la Estación Apogee 1 en la pantalla. Cuando J. Jonah Jameson declara que la estación Apogee 1 está cayendo fuera de órbita, Max Modell declara que hay otras formas de desactivar la estación Apogee 1. Cuando la estación Apogee 1 comienza a caer a la Tierra, Max Modell le dice a J. Jonah Jameson que tenga fe en Spider-Man.
Durante la historia de Hasta el fin del mundo, se revela que Max Modell es abiertamente gay y tiene un socio llamado Hector Báez que trabaja como abogado de Horizon Labs. Cuando J. Jonah Jameson hace varias acusaciones contra Horizon Labs y planea cerrarlo, Héctor Báez tuvo que defender a Max Modell y Horizon Labs de las acusaciones. Max Modell estuvo presente cuando J. Jonah Jameson tuvo todas las energías en Horizon Labs cerradas en un esfuerzo por cerrar Horizon Labs. Max Modell y el resto de Horizon Labs hacen uso de un laboratorio flotante donde trabajan en el proyecto de Spider-Man llamado "Pink Hippo".
Luego de que Spider-Man detuviera la trama del Doctor Octopus, Max Modell y el equipo de Horizon Labs son felicitados por su ayuda para detener a los Seis Siniestros. Cuando Max Modell le dice a Peter que se le debe dar crédito, Peter le dice que él y los otros trabajadores hicieron el trabajo pesado. Héctor Báez le dice a Max Modell que J. Jonah Jameson ha restaurado energía en Horizon Labs como un gesto de disculpa. Mientras trabajaba con Max Modell, Michael Morbius fue atacado por Spider-Man por robar la tumba de Billy Connors. Michael Morbius declaró que está trabajando en el cuerpo de Billy para que pueda encontrar una cura permanente para el Lagarto. Max Modell y Michael Morbius incluso diseñan arpones especiales que perforarían la piel de Lagarto cuando Peter declara que Lagarto considera que su lado humano está "muerto". Si bien también está de acuerdo en que la actividad grave de Michael Morbius estaba equivocada, Max Modell afirma que no tendrá a Michael Morbius en Horizon Labs nuevamente. Cuando Spider-Man, Michael Morbius, Max Modell y algunos miembros del personal de Horizon Labs ingresan a las alcantarillas en busca de Lagarto, lograron apuñalarlo con los arpones y utilizaron la cura para que Lagarto lo devolviera a Curt Connors. Cuando Curt Connors es llevado a Horizon Labs, Max Modell ejecuta un diagnóstico en Curt Connors donde no encuentra ningún rastro de ADN reptiliano en el que Max no sepa que Curt Connors todavía tiene la venganza de Lagarto por Spider-Man en él. Cuando Curt Connors usa la Fórmula del Lagarto nuevamente donde recupera su brazo derecho perdido, inyecta a Max Modell con la fórmula convirtiéndolo en un Lagarto mientras Curt Connors trabaja para convertirse en Lagarto. Mientras trabajaba en la fórmula de Lagarto, Curt Connors le corta el brazo derecho y lo alimenta con la forma de Lagarto de Max Modell. Spider-Man pudo restaurar Max Modell y el resto del personal de Horizon Labs a sus formas humanas. Cuando falta Tiberius Stone y algunos elementos han desaparecido de su oficina, Max le dice a Héctor Báez que realice una investigación privada.
Con Michael Morbius encarcelado, Max Modell habla con Tiberius Stone y le ofrece un puesto en su grupo de expertos. Él también está revisando un grupo de candidatos para el puesto. Después de que Andy Maguire es golpeado por algunas partículas Parker, Peter Parker, Max y Héctor Báez le cuentan a sus padres lo que sucedió cuando Max llama a Mister Fantástico, Hank Pym, Iron Man y Bestia para estudiarlo. Después de estudiar, Mister Fantástico persuade a Max Modell para que Andy se convierta en Alpha y lo convierta en el portavoz de Horizon Labs.
Como parte de All-New, All-Different Marvel, Max Modell y Hector Baez fueron traídos por Peter Parker para dirigir las operaciones de Industrias Parker en la costa oeste, donde dirigirán específicamente la Universidad Horizon. Cuando van al laboratorio 6, encuentran a Peter en ropa interior y Kaine Parker en el traje de Spider-Man.
Durante la historia de Dead No More: The Clone Conspiracy, Kaine le cuenta a Max Modell, Hector Baez y al resto de los empleados de la Universidad de Horizon sobre el virus Carrion y revela su estado. Su investigación se ve interrumpida por Rhino y la mujer Electro. Después de que se detuviera el virus Carrion, Max Modell llega con el personal de S.H.I.E.L.D. y la Universidad Horizon para traer de regreso a las víctimas expuestas al tratamiento.
Al final del arco "Go Down Swinging", Max Modell acepta una solicitud de empleo en la Universidad Horizon por Superior Octopus bajo el alias del Dr. Elliot Tolliver.
Durante la historia de "Spider-Geddon", Max Modell entró al laboratorio del Dr. Elliot Tolliver cuando investigó un sonido. Elliot afirma que él calculó mal los ajustes de potencia de la prótesis y que está cerca de un gran avance.
Max Modell llama a Elliot Tolliver a su oficina donde Tolliver admite que él es el Proto-Clone creado por New U Technologies y que alberga la mente de Otto Octavius. Modell declaró que él ya sabía que él era el Proto-Clone y el Superior Hombre Araña, así como afirmó que cree en las segundas oportunidades. Al analizar las imágenes de seguridad de la fuga, el Superior Hombre Araña encuentra pequeñas arañas y descubre que Spiders-Man of Earth-11580 fue el responsable. Spiders-Man of Earth-11580 los ataca cuando Superior Spider-Man usa un campo de interrupción de olas para atrapar a la araña principal. Obteniendo una confesión de él, Superior Hombre Araña le revela a Modell sobre el Norman Osborn de la Tierra-44145 que opera como Spider-Man de su realidad. Spider-Man of Earth-11580 afirma que Spider-Man of Earth-44145 está a salvo en su mundo y que nunca lo alcanzarán. En el subsuelo dos de Horizon University, Superior Spider-Man afirma que no podrán alimentar el transportador dimensional sin algo que pueda replicar las energías del Cubo Cósmico. Anna Maria y el Cerebro Viviente revelaron que aprovecharon las energías cósmicas de la pelea con Terrax en la invención del arnés cósmico. Cuando el Cerebro Viviente ingresa las energías cósmicas en el sistema, comienza a sobrecargarse y causa una explosión. Los equipos de rescate trabajan para salvar a los atrapados en la explosión. Mientras Max Modell y Emma Hernández se cargan en las ambulancias, Anna Maria Marconi le dice a Superior Spider-Man que irá al hospital para vigilarlos.

## Otras versiones

### Age of Ultron
En la realidad de Age of Ultron, Max Modell murió protegiendo a Horizon Labs de los Centinelas de Ultron. Sus restos esqueléticos aún se encuentran en las ruinas de Horizon Labs.

## En otros medios

### Televisión
- Max Modell aparece como personaje secundario en Spider-Man, con la voz de Fred Tatasciore.[31] Esta versión es el director de Horizon High y maestro de Peter Parker / Spider-Man, Anya Corazón / Spider-Girl, Miles Morales / Spy-D, Gwen Stacy / Ghost-Spider, Harry Osborn / Hobgoblin y Grady Scraps. A lo largo de la serie, él y su escuela son atacados por numerosos supervillanos, como Norman Osborn, Otto Octavius, Raymond Warren y Spencer Smythe. Durante la tercera temporada, Spider-Man: Maximum Venom, Modell le revela a Peter su conocimiento de la identidad secreta de este último, pierde su trabajo ante el Dr. Curt Connors después de ser incriminado por ejecutar "operaciones corruptas" y chantajea a Spider-Man para que se desenmascare, ante la junta de educación. A pesar de su situación, Max puede ayudar a Spider-Man a crear el simbionte Anti-Venom para combatir la invasión Klyntar y, finalmente, recuperar su trabajo después de que la junta de educación descubra que fue incriminado. Está poseído temporalmente por el simbionte Venom antes de que Peter lo libere, y usa el simbionte para destruir su semilla, poniendo fin de forma permanente a la invasión Klyntar, aunque destruyó Horizon High en el proceso. Más tarde, Max inspira indirectamente a Peter a establecer la Brigada Mundial de Ingeniería (W.E.B.).
- Max Modell aparece en la tercera temporada de Guardianes de la Galaxia, episodio "Entra Carnage", nuevamente con Fred Tatasciore.[32] Fue visto en Horizon High cuando Peter Parker, Star-Lord y Rocket Raccoon llegaron al buscar el V-252. Peter tuvo que pasar con Star-Lord como su primo de nombre similar y Rocket Raccoon como prototipo de animatronic. Aunque Rocket Raccoon sorprendió a Max Modell de todos modos.

### Videojuegos
Se hizo alusión a Max Modell para estar en Spider-Man: Edge of Time. Se mencionó en los archivos de Alchemax que los ejecutivos de Alchemax no respaldaban las formas de Max Modell de administrar Horizon Labs. Por lo tanto, hicieron planes para matarlo.